# Зери и популлит
«Зе́ри и по́пуллит» (алб. Zëri i Popullit; «Голос народа») — албанская ежедневная газета. Издаётся с 25 августа 1942 года 6 раз в неделю. Первоначально являлся печатным органом Коммунистической партии Албании/Албанской партии труда, с 1992 года — Социалистической партии Албании. Идеологически газета также менялась: в период НРА/НСРА — марксизм-ленинизм, сталинизм-ходжаизм; после падения коммунистического режима перешла на социал-демократические позиции. Первым главным редактором газеты был Энвер Ходжа. Сейчас этот пост занимает Олдрин Далипи — депутат албанского парламента от Социалистической партии Албании.
Во время Второй Мировой войны газета стала самым популярным информационным источником в стране. Использовалась в политических целях, призывая людей на вооруженное сопротивление оккупантам, а также идеологическому превосходству над другими партиями. В мирное время в газете публиковались статьи марксистско-ленинской направленности, использовалась для освещения актуальных политических проблем как внутри страны, так и за её пределами.
В 1971 году тираж газеты составлял 90 тыс. экземпляров. В 2002 году — 5 167 экземпляров. В ноябре 2015 года «Зери и популлит», по решению лидера Социалистической партии Албании Эди Рама, прекратила издавать газету в печатном виде. При этом сохранилась работа электронной версии информационного ресурса.